# Robert C. Cooper

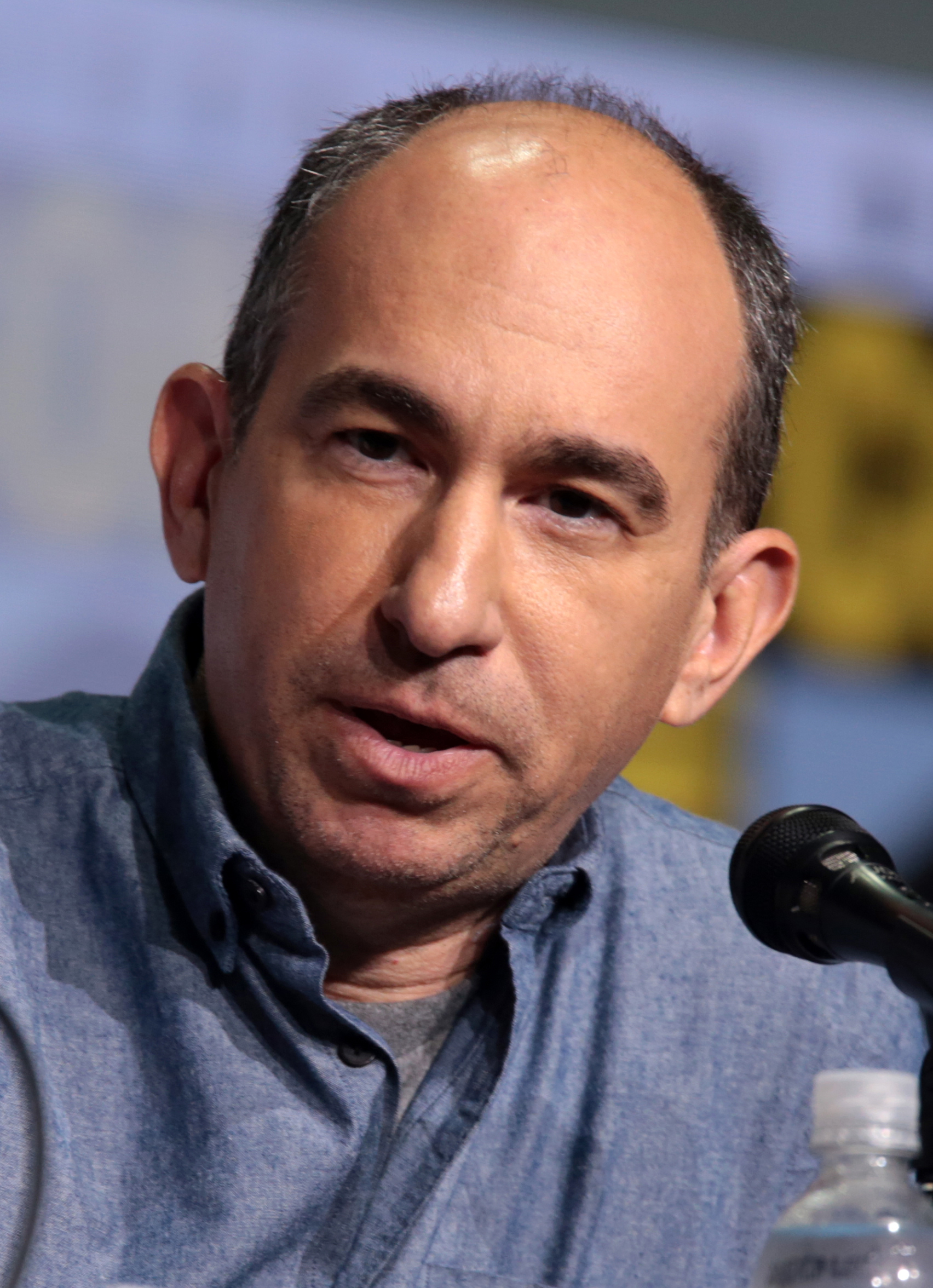
Robert C. Cooper auf der Comic-Con in San Diego im Juli 2017

Robert C. Cooper (* 14. Oktober 1968 in Toronto) ist ein kanadischer Autor und Regisseur, der als Produktionsleiter bei den TV-Serien Stargate SG-1, Stargate Atlantis und Stargate Universe tätig war. Er hat außerdem zahlreiche Folgen von Stargate SG-1, Atlantis und Stargate Universe geschrieben.

## Beteiligung am Stargate-Franchise
Cooper war maßgeblich an der Erschaffung der Hintergrundgeschichte des fiktionalen Stargate-Universums beteiligt. Beispielsweise schuf er die Antiker, diejenige Rasse, welche die Stargates erbaut hatten und die Idee der Allianz der vier Rassen, obwohl zwei dieser Rassen von anderen Autoren wie Hart Hanson (die Nox) und Katharyn Powers (die Asgard) erfunden wurden.
Er war seit der 4. Staffel stellvertretender Produktionsleiter und seit der 5. Staffel Produktionsleiter von „Stargate – Kommando SG-1“. Er war Produktionsleiter des Spinoff „Stargate Atlantis“. 2007 produzierte er die Stargate Filme „Stargate: The Ark of Truth“ und „Stargate: Continuum“. Danach produzierte er noch eine Zeit lang einen weiteren Ableger des Stargate-Franchise: Stargate Universe.
Crew-intern gab er im Winter 2009/2010 seine Pläne bekannt aus dem Franchise auszusteigen. Im Juni 2010 unterrichtete Joe Mallozzi (seit 2000 Koproduzent des Stargate-Franchise) schließlich die Öffentlichkeit von Coopers Ausstieg.
Aus welchen Gründen Cooper diese Entscheidung getroffen hatte, gab er jedoch nicht preis. Auch Cooper selbst hat dazu bisher keine Stellung bezogen.